# Імперська друкарня

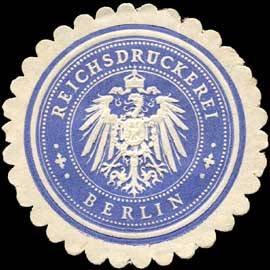
Відтиск печатки Імперської друкарні

Імпе́рська друка́рня або Рейхсдрукерей (нім. Reichsdruckerei) була німецькою імперською установою в Берліні під керівництвом статс-секретаря нім. Reichspostamt, дос. «Імперського поштового відомства». Вона була створена 1 квітня 1879 року шляхом злиття нім. Königlich Preußische Staatsdruckerei, дос. «Прусської королівської державної друкарні», заснованої в 1852 році, та нім. Decker's Royal Secret Oberhof Buchdruckerei, дос. «Королівської головної поштової контори». Офіційною датою заснування Імперської державної друкарні вважається 6 липня 1879 року. Місцем розташування було обрано приміщення колишньої Прусської державної друкарні на вулиці нім. Oranienstraße, дос. «Оранієнштрассе» в районі Кройцберг, яке було розширено в 1879—1881 роках за проєктом архітектора Карла Буссе, який також став першим директором друкарні.

## Призначення

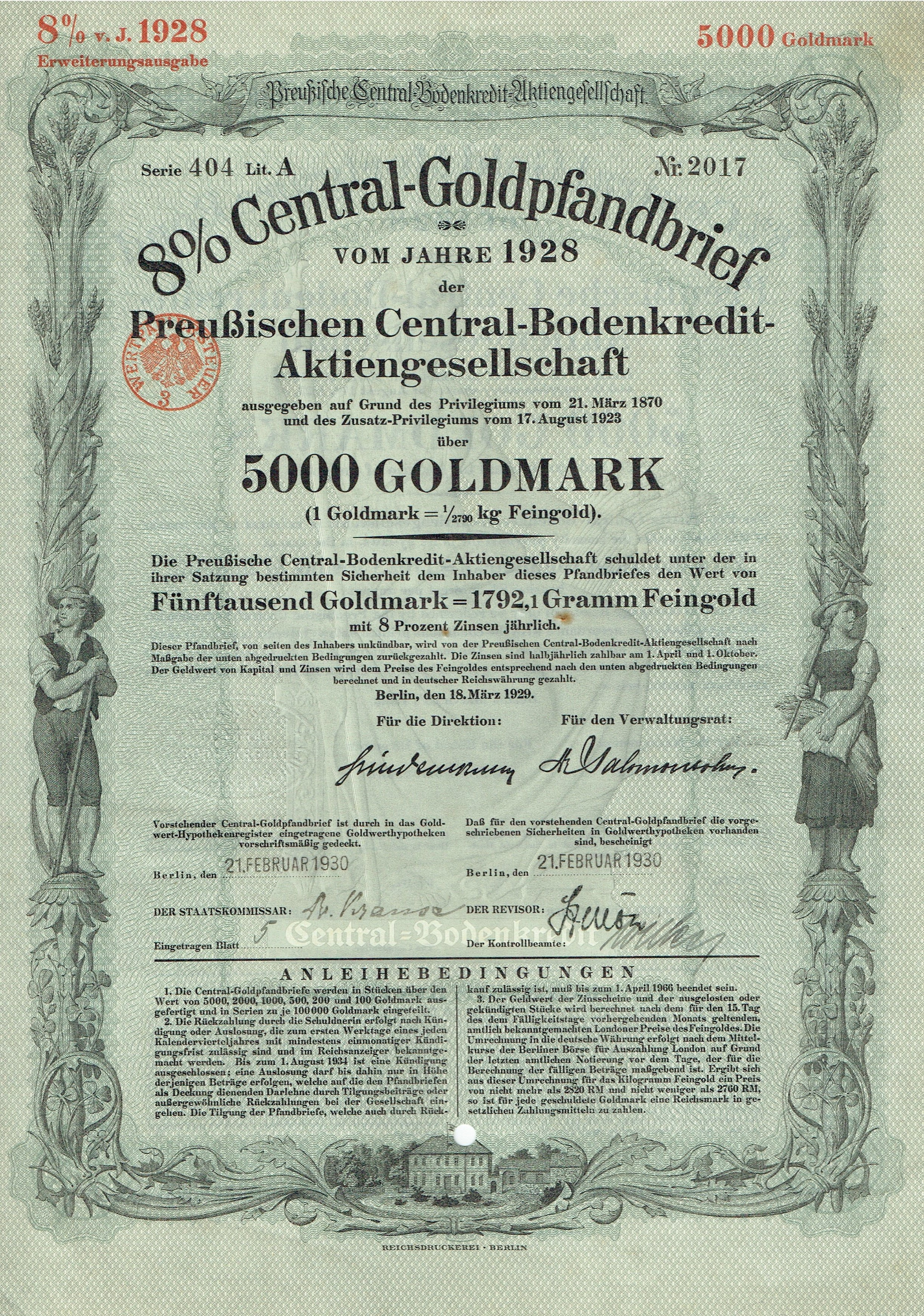
Імперська друкарня створила, наприклад, цей золотий заставний лист «Preussische Central-Bodenkredit-AG» від 18 березня 1929 року

Імперська друкарня, як правило, обслуговувала безпосередні потреби Німецької імперії та її федеральних земель, але також працювала на замовлення місцевих органів влади, корпорацій і, в окремих випадках, на приватних осіб. Зокрема, 24 квітня 1918 року представники Міністерства фінансів УНР, директор Кредитної канцелярії Г. М. Супрун і директор департаменту Міністерства закордонних справ Іоганнес, підписали договір на виготовлення паперових грошей для Української Республіки.
Основною діяльністю друкарні було виробництво нім. Reichskassenschein, дос. «казначейських білетів», банкнот, облігацій, поштових марок, вексельних бланків та інших державних документів. Також друкарня відповідала за друк постанов в урядовому віснику та офіційних документів, таких як розклад руху поїздів і патентні специфікації.

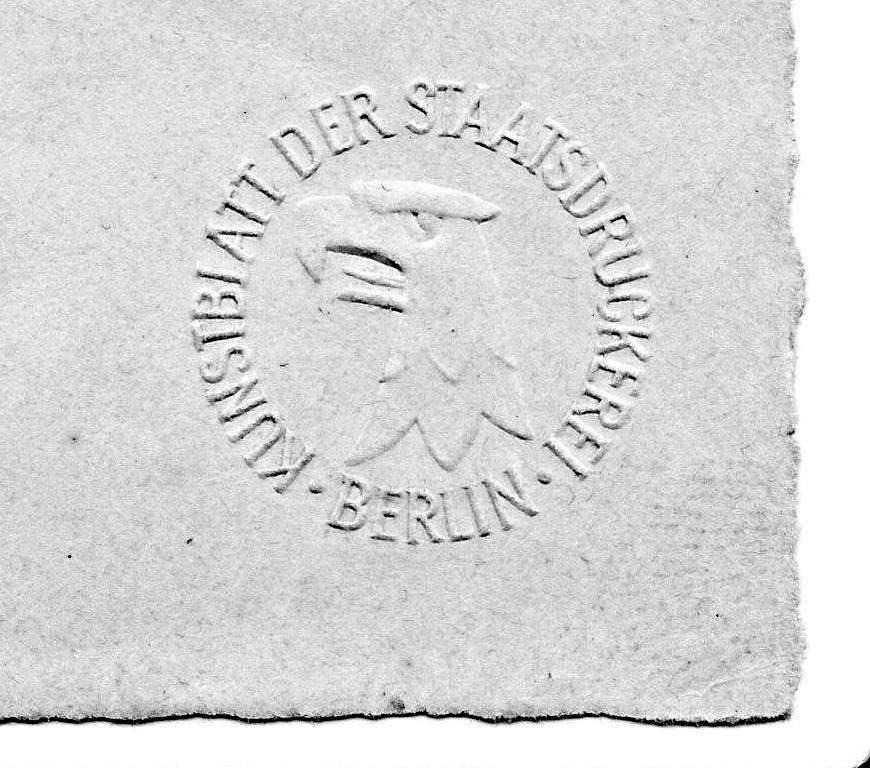
Блінтове тиснення на лицьовій стороні факсимільного відбитка («Reichsdruck») з Берлінської державної друкарні, 1949—1951 рр.

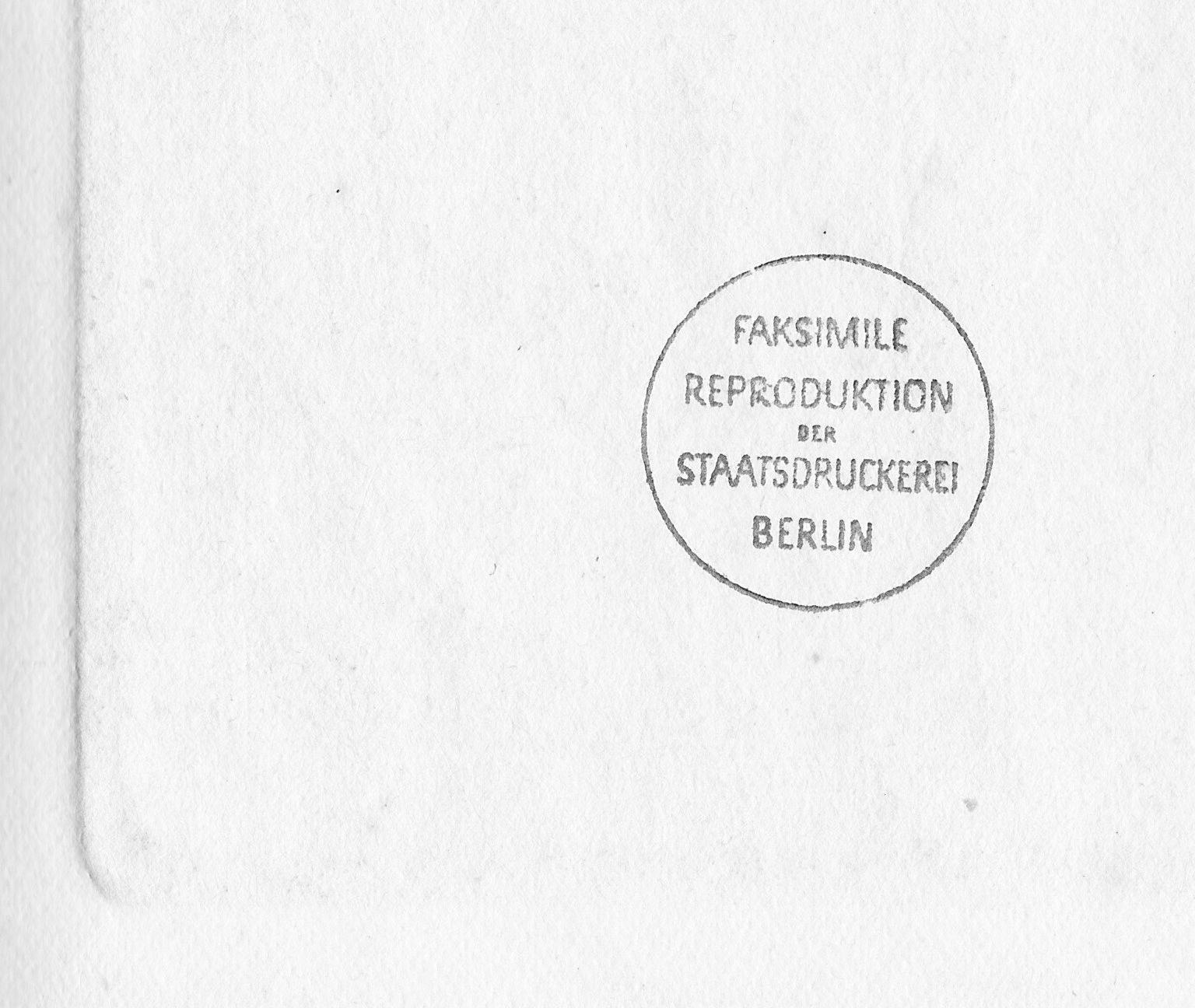
Етикетка на звороті «Reichsdruck» з Берлінської державної друкарні на гравюрі на міді, приблизно 1950 р.

Для приватних видавництв друкарня виробляла бібліофільські твори та репродукції графіки і живопису старих майстрів, які отримали назву «нім. Reichsdrucke» (переважно як гравюри на міді). Через оманливу схожість цих гравюр з оригіналами, для запобігання плутанині кожна з них позначалася як факсиміле за допомогою блінтового тиснення внизу праворуч та в центрі звороту.
Імперську друкарню очолював директор, а за технічні операції відповідали два інспектори.
Після 1949 року функції Імперської друкарні були передані Державній друкарні Федеративної Республіки Німеччина, яка у 1951 році була перейменована на Bundesdruckerei.

## Директори
- 1879—1896: Карл Буссе
- 1896—1902: Ульріх Вендт
- (?) 00000000Крістіан Карл Якоб Ландбек
- 1926—1933: Франц Хельмбергер (режисер з 1919 р.)
- 1933–?: 000  Ганс Гензель